# Џејсон Робинсон
Џејсон Робинсон (енгл. Jason Robinson; 30. јул 1974) је бивши професионални енглески рагбиста који је са Енглеском освојио титулу првака света 2003.

## Биографија
Висок 173 цм, тежак 81 кг, Робинсон је био невероватно агилан и експлозиван, са феноменалном променом правца и убрзањем представљао је велику опасност за противничку одбрану. Играо је крило или аријера. Прво је играо рагби 13 (рагби лига) за Виган Вориорсе и рагби 13 репрезентацију Велике Британије, а онда је прешао на рагби 15 (рагби јунион). Играо је за Бат (рагби јунион), Сејл Шаркс и Филд рагби. За британске и ирске лавове одиграо је 10 тест мечева и постигао 2 есеја, а за репрезентацију Енглеске одиграо је 51 тест меч и постигао 140 поена. Посебно ће постати упамћен његов соло продор против Велса у четвртфиналу светског првенства и есеј у финалу светског првенства против Аустралије. Са Сејлом је освојио Премијершип, а са репрезентацијом је освајао Куп шест нација и титулу првака света 2003.